# Phan Tiến Dũng
Phan Tiến Dũng (sinh ngày 19 tháng 2 năm 1970) là một chính khách người Việt Nam. Ông hiện là Chủ tịch Ủy ban nhân dân thành phố Phúc Yên thuộc tỉnh Vĩnh Phúc.

## Tiểu sử
Ông sinh ngày 19 tháng 2 năm 1970, quê quán tại xã Bình Dương, huyện Vĩnh Tường, tỉnh Vĩnh Phúc.
Ông tốt nghiệp Đại học, chuyên ngành Luật.

## Sự nghiệp
- 4/1994 - 4/1997: Công an phụ trách xã, Công an huyện Hoàng Su Phì, tỉnh Hà Giang.
- 4/1997 - 3/1998: Học viên Trường Trung cấp Cảnh sát nhân dân I.
- 9/1997: Ông được chính thức kết nạp vào Đảng Cộng sản Việt Nam.
- 3/1998 - 11/1999: Cán bộ Đội Cảnh sát điều tra, Công an huyện Hoàng Su Phì, tỉnh Hà Giang.
- 11/1999 - 7/2002: Học viên Học viện Cảnh sát nhân dân.
- 7/2002 - 8/2004: Cán bộ, Phòng Cảnh sát điều tra, Công an tỉnh Vĩnh Phúc.
- 9/2006 - 1/2009: Đội trưởng, Phòng Cảnh sát kinh tế, Công an tỉnh Vĩnh Phúc.
- 1/2009 - 8/2013: Phó phòng Cảnh sát kinh tế, Công an tỉnh Vĩnh Phúc.
- 8/2013 - 2/2015: Phó phòng Cảnh sát đường thủy, Công an tỉnh Vĩnh Phúc.
- 2/2015 - 4/2016: Phó Trưởng Công an TX. Phúc Yên, Vĩnh Phúc.
- 4/2016 - 12/2019: Trưởng Công an TX. Phúc Yên, Vĩnh Phúc.
- 12/2019 - nay: Phó Bí thư Thành ủy, Chủ tịch UBND TP. Phúc Yên, Vĩnh Phúc [1]

## Khen thưởng
- Bằng khen của Chủ tịch UBND tỉnh Vĩnh Phúc năm 2019.
- Bằng khen của Bộ Công an năm 2019.
- Huy chương Chiến sỹ vẻ vang hạng Nhất năm 2013.